# Rebeka Jančová
Rebeka Jančová (* 25. srpna 2003 Zvolen) je slovenská sjezdařka.
Je členkou LK Levoča.

## Kariéra
S lyžováním začala ve čtyřech letech po boku své starší sestry Terezy. Stala se dvojnásobnou vítězkou Slovenského poháru U14 a jednou vyhrála Slovenský pohár U16.
Na Zimních olympijských hrách mládeže 2020 ve švýcarském Lausanne se umístila na 8. místě v super-G, na 4. místě v alpské kombinaci, na 14. místě v obřím slalomu a na 15. místě ve slalomu.
Na mistrovství světa juniorů 2021 v Bulharsku získala zlatou medaili v super-G a bronzovou medaili v obřím slalomu v kategorii U18.

### Olympijské hry
Na svou první olympiádu, zimní olympijské hry 2022 v Pekingu, se kvalifikovala ve svých 18 letech a na olympiádě bude závodit ve slalomu, obřím slalomu a super-G. Společně s Petrou Hromcovou, Andreasem Žampem a Adamem Žampem se zúčastní týmové soutěže.